# Santes Creus (poble)

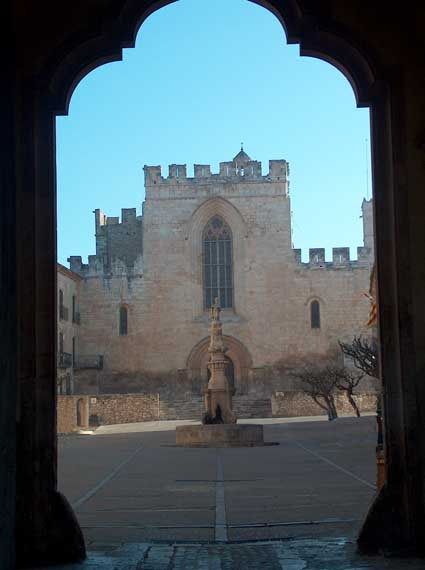
Plaça de Sant Bernat Calbó, davant el monestir

Santes Creus és la capital del municipi d'Aiguamúrcia, a l'Alt Camp. Està situat a la riba esquerra del Gaià, al voltant del Reial monestir de Santa Maria de Santes Creus, una de les joies de l'art cistercenc del segle xii a Catalunya, per la qual cosa el poble se centra en les activitats turístiques i d'estiueig i segona residència.
Amb 191 habitants l'any 2007 (158 al poble mateix i 33 de disseminats), era el nucli més poblat del terme municipal. Està comunicat per carreteres locals amb Aiguamúrcia, les Pobles i el Pont d'Armentera. El travessa el sender de gran recorregut GR-7-2.
Creat el 1843 a les antigues dependències del monestir, el poble comprèn diversos llocs d'interès relacionats amb l'edifici monàstic, com el pont de pedra fet construir el 1549 per l'abat Jaume Valls, la creu de terme gòtica (del segle xiv), la petita església barroca de Santa Llúcia (de mitjan segle xviii) o l'antic celler cooperatiu modernista.
Seguint el carrer principal, que porta al monestir, al desviament d'on surt la carretera d'Aiguamúrcia, hi ha la coneguda albereda de Santes Creus, única com a bosc de ribera de tot Catalunya, declarada espai d'interès natural per la Generalitat. Aquesta massa arbòria, que ocupa 12 hectàrees, és un dels indrets més visitats del poble, juntament amb el monestir.
Aigües avall del Gaià, a la confluència amb el torrent de Rubió, vora l'antic molí de Santes Creus, hi ha la urbanització dels Manantials o de la Plana del Molí.

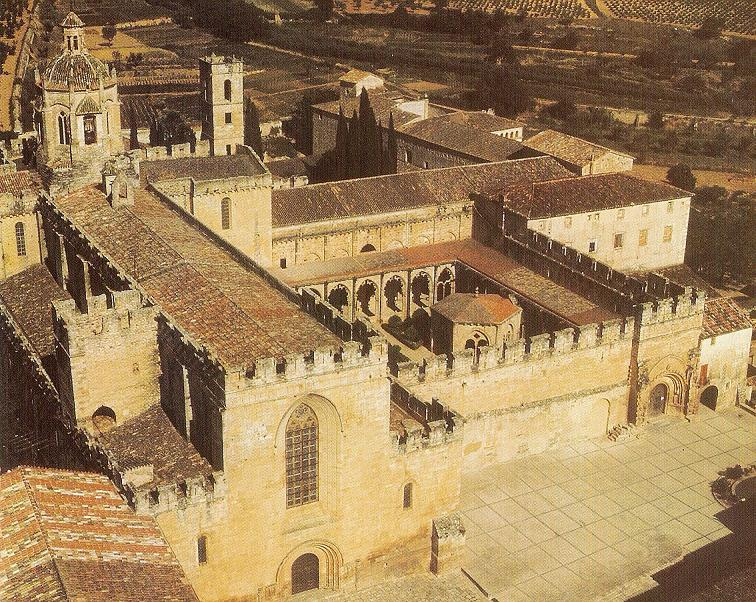
Vista general del monestir